# Peter Nagy (piragüista, 1964)
Peter Nagy (Bratislava, 17 de diciembre de 1964-3 de diciembre de 2021) fue un deportista checoslovaco que compitió en piragüismo en la modalidad de eslalon. Ganó una medalla de bronce en el Campeonato Mundial de Piragüismo en Eslalon, en la prueba de K1 por equipos.

## Palmarés internacional
| Campeonato Mundial | Campeonato Mundial | Campeonato Mundial | Campeonato Mundial |
| Año                | Lugar              | Medalla            | Competición        |
| ------------------ | ------------------ | ------------------ | ------------------ |
| 1991               | Tacen (Yugoslavia) | Medalla de bronce  | K1 por equipos     |